# It's My Life (låt av Cezar)
It's My Life var Rumäniens bidrag i Eurovision Song Contest 2013, och framförs av den rumänske sångaren Cezar.

## Eurovision
Den 9 mars 2013 vanns Rumäniens nationella uttagning, Selecţia Naţională, av Cezar vilket innebar att It's My Life skulle representera Rumänien i Eurovision Song Contest 2013. I Eurovision Song Contests andra semifinal framfördes låten sist av totalt 17 tävlande bidrag, och It's My Life var en av de tio som gick vidare till final. De bidrag som gått vidare presenterades utan inbördes ordning, men 19 maj avslöjades hur många poäng de olika bidragen fått i semifinalerna och det visade sig att It's My Life då kommit på en femteplats.
Bland finalens 26 låtar hade Rumänien startnummer 14, och slutade på 13:e plats.